# Kiki Omeili
Nkiruka Kiki Omeili, nom de scène Kiki Omeili, née à Lagos au Nigeria, est une actrice de télévision et du cinéma nigérian.
Elle devient connue pour son rôle de Titi Haastrup aux-côtés de Funke Akindele, Joseph Benjamin et Joke Silva dans le film Married but Living Single (en). Elle est également connue pour son rôle dans la sérié télévisée Lekki Wives.

## Filmographie
La filmographie de Kiki Omeili, comprend les films suivants : 
| Année | Titre                          | Rôle             | Directeur            | Notes                                              |
| ----- | ------------------------------ | ---------------- | -------------------- | -------------------------------------------------- |
| 2011  | Behind the Smile               | Debbie           | Tunde Olaoye         |                                                    |
| 2011  | Nowhere to be Found            | Dr. Grace        | Niji Akanni          |                                                    |
| 2011  | Footprints                     | Edna             | Jerry Isichei        |                                                    |
| 2012  | Married but Living Single (en) | Titi Haastrup    | Tunde Olaoye         |                                                    |
| 2012  | NESREA Watch                   | Mrs. Irabor      | Paul Adams           |                                                    |
| 2012  | Binding Duty                   | Njide            | Ihria Enakimio       |                                                    |
| 2012  | The Valley Between             | Nikki            | Tunji Bamishigbin    |                                                    |
| 2012  | Gidi Culture                   | Mariam           | Tunde Anjorin        |                                                    |
| 2012  | A Mother's Fight               | Uru              | Flo Smith            |                                                    |
| 2012  | Lekki Wives                    | Lovette          | Blessing Effiom Egbe |                                                    |
| 2013  | Kpians: The Feast of Souls     | Kiki Ofili       | Stanlee Ohikhuare    | Film d'horreur                                     |
| 2013  | Consenting Adults              | Seun             | Soji Ogunnaike       |                                                    |
| 2013  | 24/7                           | Barrister Ekanem | Efetobore Ayeteni    |                                                    |
| 2013  | Oblivious                      | Lucy             | Stanlee Ohikhuare    |                                                    |
| 2013  | Lekki Wives (Season 2)         | Lovette          | Blessing Effiom Egbe | Rôle principal - série télé                        |
| 2013  | Sting                          | Ada              | Stanlee Ohikhuare    |                                                    |
| 2013  | The Glass House                | Ese              | Jerry Isichei        |                                                    |
| 2014  | The Antique                    | Isoken           | Darasen Richards     |                                                    |
| 2014  | Same Difference                | Nonye            | Ehizojie Ojesebholo  |                                                    |
| 2014  | A Dead End                     | Biola            | Ehizojie Ojesebholo  |                                                    |
| 2014  | Next Door to Happiness         | Tinuke           | Uzodimma Okpechi     |                                                    |
| 2014  | A Place Called Happy           | Teni             | Lowladee             |                                                    |
| 2014  | Friends and Lovers             | Jenny            | Yemi Morafa          |                                                    |
| 2014  | +234                           | Sandra Lawson    | Soji Ogunnaike       |                                                    |
| 2015  | Gbomo Gbomo Express (en)       | Blessing         | Walter Taylour       |                                                    |
| 2015  | Jimi Bendel                    | T-boy            | Ehizojie Ojesebholo  | Comédie (action)                                   |
| 2016  | Fast Cash                      | -                | Okey Zubelu Okoh     |                                                    |
| 2016  | Iterum                         | Ireti            | Stanlee Ohikhuare    | Court métrage - diffusé au festival de Cannes 2016 |